# 英国世論調査協議会
英国世論調査協議会 (英: The British Polling Council、略称: BPC) はイギリスの世論調査機関が加盟する業界団体。イギリス下院議員80名以上からの非科学的な世論調査に対する改善要求を受け、BPCは2004年に設立された。アメリカ合衆国の業界団体National Council on Published Polls (NCPP)をモデルとし、世論調査の精度向上、および世論調査の実施・分析方法の社会認知向上を目的としている。2017年11月18日現在で18社が加盟している。

## 会員
BPCの加盟企業には世論調査を主力とするイギリス国内の調査会社だけでなく、総合マーケットリサーチ会社や外資系企業のイギリス法人なども含まれる。BPC設立会員は太字表示。
- Bostock Marketing Group (BMG) - 1988年バーミンガム創業の総合マーケットリサーチ会社[5]
- ComRes（英語版） - 2003年創業 (旧社名: Communicate Research Ltd)、世論調査およびCSR等の企業イメージ調査が主力
- D-CYFOR
- Forefront Market Research
- Harris Insights & Analytics - 本社アメリカ・ニューヨーク、1963年から開始したThe Harris Pollで知られ、2014年から2017年1月まで米ニールセン傘下
- ICM Research（英語版） - 1989年創業、世論調査が主力
- D-CYFOR
- Ipsos MORI（英語版） - 総合マーケットリサーチ会社でイギリス第2位の規模 (仏系大手Ipsosと英系Moriの合併会社)、社内部門のSocial Research Instituteが世論調査を手掛ける[6]
- Kantar Public - 総合マーケットリサーチ会社カンター・グループ (世界1位の広告代理店WPP傘下) の関連会社で世論調査が主力。TNS (BPC設立会員) を2008年に買収[7]
- LucidTalk - 北アイルランド州ベルファストを拠点とし、アイルランドおよび北アイルランド州の世論調査に強み[8]
- MindMetre Research
- Moonlight Research
- Opinium（英語版） - 2007年創業、オンライン調査主力、2016年のイギリス国民投票で競合他社の中で最も現実に近い予測値を測定[9]
- ORB International - 国連やブリティッシュ・カウンシルなどをクライアントに持ち、公共政策のリサーチに強みWIN/GIA（英語版）会員[10]
- Panelbase - オンライン調査専業の総合マーケットリサーチ会社[11]
- Populus（英語版） - 2003年創業[12]、定期的な世論調査レポートを公表
- Sky Data - ニュース専門チャンネルSky News (メディア・通信業スカイ傘下) のデータ分析部門、2017年王立テレビ協会（英語版）賞のジャーナリズム部門News Technology賞受賞[13]
- Survation（英語版）
- YouGov（英語版） - 2000年創業、2005年ロンドン証券取引所上場、世論調査に強みを持つ総合マーケットリサーチ会社[14]。累計80万人以上が調査パネルとして参加[15]

## 非会員
過去にBPCに加盟していた元会員、または世論調査機関として知られているがBPC未加盟の企業。
- Dods Parliamentary Communications - 情報メディアサービス大手Dods Group（英語版）傘下
- GfK - 世界第4位で総合マーケットリサーチ会社 (本社ドイツ)。同業のNOP (BPCの設立会員) を2005年に買収し[16]、GfK NOPと呼ばれることもある。
- RMG Clarity

## 評価と課題
イギリス総選挙に関する世論調査は、2010年を除き、しばしば労働党を過大に評価する傾向があると指摘されてきた。特に2015年総選挙の著しい予実乖離は「惨事」(disaster)や「失敗」(failed)と呼ばれた。これを受け、BPCはMarket Research Societyと共同で2015年総選挙の予実乖離分析を外部有識者に依頼した。BPCの会長カーティスは「2015年総選挙の世論調査は明らかに誤解を招く内容であり、調査手法および結果公表のどこに問題があるのか徹底追及しなければならない」と分析調査の意図を述べている。サザンプトン大学のスタージス教授が座長を務める調査団は、世論調査の母集団に偏りがあり、労働党と比較して保守党の支持者数が過小評価されていたことが、世論調査の精度低下の主たる原因だと特定した。
調査結果を受け、世論調査各社は手法の修正を行ったが、2016年6月に実施されたイギリスの欧州連合離脱是非を問う国民投票 (いわゆるBrexit) では世論調査の結果に反し、結果は離脱となった。オックスフォード大学の政治社会学者フィッシャーは「昨年 (2015年総選挙) に続き今年 (Brexitを問う国民投票) も予想を外したため、世論調査機関の信頼性は失墜し、世論調査のスポンサー確保がさらに困難になってきている」と述べている。
世論調査分析を手掛ける米国オンライン専門メディアのファイブサーティエイトは、2017年イギリス総選挙の世論調査を分析した。2017年の予実乖離は平均4ポイントであり、「この数値はアメリカ大統領選の世論調査と比較すると極めて大きいエラー」だが「イギリス世論調査の不正確性は1945年から続いており、2017年も同レベルの水準だっただけ」と言及している。2017年の予実乖離の原因として、世論調査各社が調査手法を過度に補正したことから、逆に保守党を過大評価しすぎたとしている。